# Ranunculus budaianus
Ranunculus budaianus är en ranunkelväxtart som beskrevs av Sóo. Ranunculus budaianus ingår i släktet ranunkler, och familjen ranunkelväxter. Inga underarter finns listade i Catalogue of Life.